# Virtus Verona
Virtus Verona ist ein Fußballverein aus der italienischen Stadt Verona. Er ist im Stadtteil Borgo Venezia beheimatet.

## Geschichte
Virtus Verona wurde 1921 als Unione Sportiva Virtus Borgo Venezia gegründet.
Seit 1982 ist Luigi Fresco Präsident und Trainer von Virtus Verona und damit 43 Jahre im Amt (Stand 1. April 2025).
Bis 2012 war Virtus Verona im Amateurbereich des italienischen Fußballs verortet. Das erste Mal im professionellen Fußball spielte der Verein ab der Saison 2013/14, nachdem man in die Serie D aufgestiegen war. In der Saison 2017/18 stieg man in die Serie C auf.
Der Verein spielt seit seiner Gründung im Vereinseigenen Stadion Stadio Gavagnin Nocini.

## Fans
Als dritterfolgreichster Verein Veronas hat Virtus eine kleinere Anhängerschaft als Hellas oder Chievo. Die Fanszene zeichnet sich dadurch aus, dass im Gegensatz zum Stadtrivalen Hellas die Ultras „Rude Firm“ als Links gelten und Freundschaften zu anderen linken Fangruppen wie z. B. aus Marseille oder dem FC St. Pauli pflegen.